# Саламатина, Валерия Александровна
Валерия Александровна Саламатина (род. 19 сентября 1998, Челябинск) — российская пловчиха, чемпионка летней Универсиады 2017 года и серебряный призёр чемпионата Европы 2018 года, мастер спорта России международного класса.

## Биография
Родилась 19 сентября 1998 года в Челябинске.
На соревнованиях в России представляет Свердловскую область. Личным тренером пловчихи является Дмитрий Петрович Шалагин.
В 2017 году стала чемпионкой летней Универсиады в Тайбэе в составе эстафетной сборной России на дистанции 4×200 метров вольным стилем.
В апреле 2018 года завоевала бронзовую медаль чемпионата России на дистанции 200 метров вольным стилем, а также стала пятой на дистанции 100 метров и четвёртой в плавании на 400 метров.
Саламатина вместе с Анной Егоровой, Ариной Опёнышевой и Анастасией Гуженковой завоевала серебряные медали чемпионата Европы в Глазго, уступив британкам в финале на дистанции 4×200 метров вольным стилем. В смешанной эстафете также завоевала серебряную медаль. Также 6 августа в дисциплине 200 метров вольным стилем Валерия шестое место с результатом 1.58,63.
В ноябре 2018 года Валерии Саламатиной был присвоен статус мастера спорта России международного класса. 14 декабря 2018 года Саламатина стала шестой на дистанции 400 метров вольным стилем на чемпионате мира на короткой воде в Ханчжоу (4.02,87).
11 апреля 2019 года завоевала бронзовую медаль чемпионата России на дистанции 200 метров вольным стилем, показав время в финале 1.58,53.
В мае 2025 года Саламатина дисквалифицирована на два года за нарушение антидопинговых правил. В марте 2025 года во внесоревновательный период Саламатина сдала положительную допинг-пробу на фуросемид.